# عوینات
عوینات روستاهی از توابع بخش مرکزی شهرستان کنگان در شهرستان کنگان استان بوشهر در جنوب ایران واقع است. این روستا در ۶ کیلومتری جنوب شرقی میلوه و در ۱۰۰ متری کرانهٔ خلیج فارس واقع شده‌است، و ارتفاعش از سطح دریا ۵ متر می‌باشد.

## منبع
- محمد صدیق، عبدالرزاق،  «صهوة الفارس فی تاریخ عرب فارس»  ، چاپ اول، شارجه: چاپ خانه المعارف، ۱۹۹۳ میلادی به (عربی).